# Ezio Canonica

Ezio Canonica (1971)

Ezio Canonica (* 27. Juni 1922 in Tesserete; † 5. Januar 1978 in Schlieren, heimatberechtigt in Corticiasca) war ein Schweizer Journalist und Politiker (SP).

## Leben
Ezio Canonica wurde als Sohn von John, Berufsschullehrer und Präsident des Tessiner Gewerkschaftskartells geboren. Ezio heiratete 1947 Elda Bonato aus Zovencedo. Er besuchte  Schulen in Tesserete und Bellinzona mit Handelsmatura. Von 1941 bis 1946 war er Redaktor der Zeitung Libera Stampa und Lehrer an der kaufmännischen Berufsschule in Lugano. Im Jahr 1942 trat er dem Schweizerischen Handels-, Verkehrs- und Lebensmittelarbeiterverband bei; ab 1946 war er Mitglied des Schweizerischen Bau- und Holzarbeiterverbandes, ab 1975 Gewerkschaft Bau und Holz (SEL), dessen Zentralsekretär und Redaktor (1947–1967) und Zentralpräsident (1968–1978) er in Zürich war.
Seine politische Laufbahn begann mit der Mitgliedschaft in der Sozialistischen Partei ab 1941, bis 1946 war er Präsident und Sekretär der Sozialistischen Jugend des Kantons Tessin; er war auch Mitglied des Präsidiums der Sozialistischen Jugend der Schweiz. Ab 1968 war er Mitglied des Bundeskomitees und dann (1973–1978) Präsident des Schweizerischen Gewerkschaftsbundes (SGB); ab 1969 war er Vizepräsident der Internationalen Bundes der Bau- und Holzarbeiter; ab 1973 gehörte er dem Exekutivkomitee der Europäischen Gewerkschaftsbundes an. Er war Vorstandsmitglied der Zentralen Genossenschaftsbank, aktiv in zahlreichen politischen, genossenschaftlichen und kulturellen Organisationen der Arbeiterbewegung und von 1971 bis 1978 Nationalrat.
Canonica setzte sich für die Integration ausländischer Arbeitnehmer ein und lehnte die Überfremdungsinitiativen ab. Mit dem relativen Arbeitsfrieden, der betrieblichen Mitbestimmung und der Idee einer solidarischen Marktwirtschaft war er der erste Präsident des SGB nach dem Krieg, der wieder grundsätzliche Forderungen aufstellte, ohne jedoch die Sozialpartnerschaft in Frage zu stellen.